# Comté de Williamson (Illinois)
Pour les articles homonymes, voir Comté de Williamson.
Le comté de Williamson est un comté de l'État de l'Illinois aux États-Unis.

## Histoire
Une vendetta commença en 1868 autour d'une dispute de voisinage entre quatre familles et se poursuivit pendant près de 10 ans, faisant une trentaine de morts.
Entre 1890 et 1906, la répression des grèves des mineurs provoqua la mort de dizaines d’habitants du comté.

## Comtés voisins
|                           | Nord : Comté de Franklin |                         |
| Ouest : Comté de Jackson  | Comté de Williamson      | Est : Comté de Saline   |
| Sud-Ouest : Comté d'Union | Sud : Comté de Johnson   | Sud-Est : Comté de Pope |

## Transports
- Interstate 57
- U.S. Route 45
- Illinois Route 13
- Illinois Route 37
- Illinois Route 148
- Illinois Route 149

## Villes
- Bush
- Cambria
- Carterville
- Crainvile
- Creal Springs
- Energy
- Herrin
- Johnston City
- Marion
- Spillertown